# Long Man
Long Man is een civil parish in het bestuurlijke gebied Wealden, in het Engelse graafschap East Sussex. In 2011 telde de civil parish 447 inwoners.
Long Man bestaat uit de plaatsen Wilmington, Milton Street en Folkington. Wilmington is de grootste van die plaatsen, het heeft vier vertegenwoordigende raadsleden in de raad van de civil parisch, Milton Street heeft er twee en Folkington één.
Ten zuiden van Wilmington is de Long Man of Wilmington gelegen. Dit is een groot mensfiguur van kalk dat gelegen is in een heuvelrug en is de naamgever van de civil parish. Het zuidelijke deel van de civil parish maakt deel uit van het Nationaal park South Downs. 

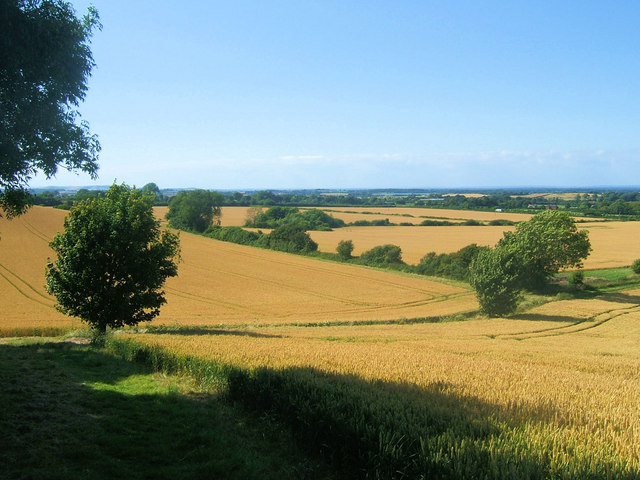
Ruiterpad tussen Wilmington en Folkington

Semi-panorama van de civil parish Long Man